# Kleeer
Kleeer war eine amerikanische Funkband aus New York, die zwischen 1979 und 1985 ein Dutzend Hits in den Billboard R&B-Singlecharts hatte.

## Bandgeschichte
Die Gruppe entstand 1972 unter der Leitung des Schlagzeugers, Arrangeurs, Songwriters und Sängers Woody Cunningham als Begleitband des Disco-Quartetts „The Choice Four“. Neben Cunningham gehörten Sänger und Schlagzeuger Paul Crutchfield, Bassist Norman Durham und Gitarrist Richard Lee zur Besetzung. Nach zwei Jahren trennte sich die Formation von „The Choice Four“ und nannte sich zunächst „The Jam Band“. Vorübergehend tourte sie mit Disco-Tex and His Sex-O-Lettes und hatte dadurch auch einen ersten Fernsehauftritt in der NBC-Musikshow The Midnight Special.
Ab 1975 nannte sich die Gruppe „Pipeline“ und spielte Funk-Rock. Bei Columbia Records erschien 1976 die Single Gypsy Rider, die keinen kommerziellen Erfolg hatte. Eine neue Gelegenheit ergab sich 1976 für Pipeline, als die Underground-Disco-Legenden Patrick Adams und Greg Carmichael Songmaterial unter dem Namen „The Universal Robot Band“ veröffentlichten, aber über keine Liveband verfügten. Also tourte die Gruppe bis 1978 unter diesem Namen.
Der Wunsch des Quartetts nach Selbständigkeit führte zu einem weiteren Namenswechsel in „Kleeer“. Stilistisch inzwischen als Funkband mit Dancefloor-Schwerpunkt, entstand das Lied Keep Your Body Workin’, das von Atlantic Records auf einer Kompilation veröffentlicht wurde. Als der Track positive Resonanz von DJs bekam, erhielt die Gruppe einen Plattenvertrag bei dem Label und veröffentlichte dort bis 1985 sieben Studioalben. Die erfolgreichsten der insgesamt 12 Chartsingles sind Tonight’s the Night (Good Time) (1979), Winners (1980) und Get Tough (1981). Kleeer verschwand 1985 nach Veröffentlichung des Albums Seeekret aus der Öffentlichkeit.
In den 1990er Jahren kam es zu einer kurzzeitigen Wiederbelebung der Band. Die meisten Mitglieder blieben als Sessionmusiker aktiv. Cunningham widmete sich in den 2000er Jahren seiner Solokarriere und starb 2010. Durham starb ein Jahr danach an einer Kohlenstoffmonoxidvergiftung, verursacht durch einen defekten Generator seines Wohnhauses in Chestnut Ridge, New York.

## Besetzung

### Gründungsmitglieder
- Woodrow „Woody“ Cunningham († 10. Januar 2010) – Leadgesang, Schlagzeug
- Paul Crutchfield – Perkussion, Keyboard
- Richard Lee – Gitarre
- Norman Durham († 4. November 2011) – Bass

### Spätere Mitglieder
- Eric Rohrbaugh – Tasteninstrumente
- Terry Dolphin – Tasteninstrumente
- Isabelle Coles – Gesang
- Melanie Moore – Gesang
- Yvette Flowers – Gesang

## Diskografie

### Studioalben
| Jahr | Titel Musiklabel                   | Höchstplatzierung, Gesamtwochen, AuszeichnungChartplatzierungen (Jahr, Titel, Musiklabel, Platzierungen, Wochen, Auszeichnungen, Anmerkungen) | Höchstplatzierung, Gesamtwochen, AuszeichnungChartplatzierungen (Jahr, Titel, Musiklabel, Platzierungen, Wochen, Auszeichnungen, Anmerkungen) | Höchstplatzierung, Gesamtwochen, AuszeichnungChartplatzierungen (Jahr, Titel, Musiklabel, Platzierungen, Wochen, Auszeichnungen, Anmerkungen) | Anmerkungen                                                          |
| Jahr | Titel Musiklabel                   | UK | US | R&B | Anmerkungen                                                          |
| ---- | ---------------------------------- | --- | --- | --- | -------------------------------------------------------------------- |
| 1979 | I Love to Dance Atlantic 19237     | — | — | R&B53 (4 Wo.)R&B | Erstveröffentlichung: Juni 1979 Produzent: Dennis King               |
| 1980 | Winners Atlantic 19262             | — | US140 (10 Wo.)US | R&B24 (22 Wo.)R&B | Erstveröffentlichung: Dezember 1979 Produzenten: Dennis King, Kleeer |
| 1981 | License to Dream Atlantic 19288    | — | US81 (16 Wo.)US | R&B13 (24 Wo.)R&B | Erstveröffentlichung: Februar 1981 Produzenten: Dennis King, Kleeer  |
| 1982 | Taste the Music Atlantic 19334     | — | US139 (8 Wo.)US | R&B31 (15 Wo.)R&B | Erstveröffentlichung: Februar 1982 Produzenten: Dennis King, Kleeer  |
| 1984 | Intimate Connection Atlantic 80145 | — | — | R&B49 (27 Wo.)R&B | Erstveröffentlichung: April 1984 Produzenten: Eumir Deodato, Kleeer  |
| 1985 | Seeekret Atlantic 81254            | UK96 (1 Wo.)UK | — | — | Erstveröffentlichung: Mai 1985 Produzenten: Eumir Deodato, Kleeer    |

Weitere Studioalben
- 1982: Get Ready (Atlantic 80038)

### Kompilationen
| Jahr | Titel Musiklabel                                    | Höchstplatzierung, Gesamtwochen, AuszeichnungChartplatzierungen (Jahr, Titel, Musiklabel, Platzierungen, Wochen, Auszeichnungen, Anmerkungen) | Höchstplatzierung, Gesamtwochen, AuszeichnungChartplatzierungen (Jahr, Titel, Musiklabel, Platzierungen, Wochen, Auszeichnungen, Anmerkungen) | Höchstplatzierung, Gesamtwochen, AuszeichnungChartplatzierungen (Jahr, Titel, Musiklabel, Platzierungen, Wochen, Auszeichnungen, Anmerkungen) | Anmerkungen                                                                              |
| Jahr | Titel Musiklabel                                    | UK | US | R&B | Anmerkungen                                                                              |
| ---- | --------------------------------------------------- | --- | --- | --- | ---------------------------------------------------------------------------------------- |
| 1985 | The Artists Volume III (Soundtrack) Street Sounds 3 | UK87 (2 Wo.)UK | — | — | Erstveröffentlichung: 30. September 1985 mit Womack & Womack, The O’Jays und S.O.S. Band |

Weitere Kompilationen
- 1986: Kleeer Winners: The Best of Kleeer (Atlantic 80210)
- 1998: The Very Best of Kleeer (Rhino 75218)
- 2015: Intimate Connection / Seeekret (Expansion 44; VÖ: 9. Juni)
- 2016: Get Tough: The Kleeer Anthology 1978–1985 (2 CDs; Big Break 0326; VÖ: 25. März)

### Singles
| Jahr | Titel Album                                     | Höchstplatzierung, Gesamtwochen, AuszeichnungChartplatzierungen (Jahr, Titel, Album, Platzierungen, Wochen, Auszeichnungen, Anmerkungen) | Höchstplatzierung, Gesamtwochen, AuszeichnungChartplatzierungen (Jahr, Titel, Album, Platzierungen, Wochen, Auszeichnungen, Anmerkungen) | Höchstplatzierung, Gesamtwochen, AuszeichnungChartplatzierungen (Jahr, Titel, Album, Platzierungen, Wochen, Auszeichnungen, Anmerkungen) | Anmerkungen | [↑]: gemeinsam behandelt mit vorhergehendem Eintrag; [←]: in beiden Charts platziert |
| Jahr | Titel Album                                     | UK | R&B | Dance | Anmerkungen |                                                                                      |
| ---- | ----------------------------------------------- | --- | --- | --- | --- | ------------------------------------------------------------------------------------ |
| 1979 | Keeep Your Body Workin’ I Love to Dance         | UK51 (6 Wo.)UK | R&B60 (13 Wo.)R&B | Dance54 (5 Wo.)Dance | Erstveröffentlichung: Februar 1979 Autor: Norman Durham                                                                               |                                                                                      |
| 1979 | Tonight’s the Night (Good Time) I Love to Dance | — | R&B33 (12 Wo.)R&B | — | Erstveröffentlichung: Juni 1979 Autor: Woody Cunningham                                                                               |                                                                                      |
| 1980 | Winners                                         | — | R&B23 (13 Wo.)R&B | Dance37 (13 Wo.)Dance | Erstveröffentlichung: März 1980 Autoren: Norman Durham, Woody Cunningham                                                              |                                                                                      |
| 1980 | Open Your Mind Winners                          | — | R&B86 (2 Wo.)R&B | — | Erstveröffentlichung: Juli 1980 Autoren: Norman Durham, Woody Cunningham                                                              |                                                                                      |
| 1981 | Get Tough License to Dream                      | UK49 (4 Wo.)UK | R&B15 (17 Wo.)R&B | Dance5 (21 Wo.)Dance | Erstveröffentlichung: Januar 1981 als Albumtrack in den Dance-Charts Autoren: Norman Durham, Woody Cunningham                         |                                                                                      |
| 1981 | License to Dream                                | — | —[Dance: ↑] | Dance5 (21 Wo.)Dance | als Albumtrack in den Dance-Charts Autoren: Norman Durham, Woody Cunningham                                                           |                                                                                      |
| 1981 | De Kleeer Ting License to Dream                 | — | —[Dance: ↑] | Dance5 (21 Wo.)Dance | als Albumtrack in den Dance-Charts Autoren: Norman Durham, Woody Cunningham                                                           |                                                                                      |
| 1981 | Running Back to You License to Dream            | — | R&B69 (4 Wo.)R&B | — | Erstveröffentlichung: Juni 1981 Autor: Woody Cunningham                                                                               |                                                                                      |
| 1982 | Taste the Music                                 | — | R&B55 (8 Wo.)R&B | Dance31 (8 Wo.)Dance | Erstveröffentlichung: März 1982 Autoren: Norman Durham, Woody Cunningham                                                              |                                                                                      |
| 1982 | De Ting Continues Taste the Music               | — | R&B74 (5 Wo.)R&B | — | Erstveröffentlichung: Mai 1982 Autoren: Norman Durham, Woody Cunningham, Richard Lee, Paul Crutchfield, Terry Dolphin, Eric Rohrbaugh |                                                                                      |
| 1982 | She Said She Loves Me Get Ready                 | — | R&B84 (5 Wo.)R&B | — | Erstveröffentlichung: Dezember 1982 Autor: Woody Cunningham                                                                           |                                                                                      |
| 1984 | Next Time It’s for Real Intimate Connection     | — | R&B79 (5 Wo.)R&B | — | Erstveröffentlichung: Februar 1984 Autoren: Norman Durham, Woody Cunningham, Richard Lee                                              |                                                                                      |
| 1984 | Intimate Connection                             | — | R&B48 (12 Wo.)R&B | — | Erstveröffentlichung: Juni 1984 Autoren: Norman Durham, Woody Cunningham                                                              |                                                                                      |
| 1985 | Take Your Heart Away Seeekret                   | UK86 (2 Wo.)UK | R&B62 (10 Wo.)R&B | — | Erstveröffentlichung: Juni 1985 Autor: Woody Cunningham                                                                               |                                                                                      |

Weitere Singles
- 1984: You Did It Again (VÖ: September)
- 1985: Say You’ll Stay
- 1985: Never Cry Again (VÖ: September)
- 1990: Untitled
- 1993: Oooh with You

## Statistik
|                     | UK    | US    | R&B     |
| ------------------- | ----- | ----- | ------- |
| Nummer-eins-Alben   | UK—UK | US—US | R&B—R&B |
| Top-10-Alben        | UK—UK | US—US | R&B—R&B |
| Alben in den Charts | UK2UK | US3US | R&B5R&B |

|                       | UK    | R&B      | Dance       |
| --------------------- | ----- | -------- | ----------- |
| Nummer-eins-Singles   | UK—UK | R&B—R&B  | Dance—Dance |
| Top-10-Singles        | UK—UK | R&B—R&B  | Dance1Dance |
| Singles in den Charts | UK3UK | R&B12R&B | Dance4Dance |